# Efes Pilsen Cup
Efes Pilsen Cup var en fotbollsturnering som anordnades årligen mellan åren 2002 och 2007 under vinteruppehållet i den turkiska staden Antalya och som fick sitt namn efter det turkiska bryggeriet Efes Pilsen.